# Blake Cashman
Blake Cashman (geboren am 10. Mai 1996 in Eden Prairie, Minnesota) ist ein US-amerikanischer American-Football-Spieler auf der Position des Linebackers. Er spielte College Football für die University of Minnesota und steht seit 2024 bei den Minnesota Vikings in der National Football League (NFL) unter Vertrag.

## College
Cashman besuchte die Eden Prairie High School in seiner Heimatstadt Eden Prairie, Minnesota, und spielte dort Football an der Highschool als Cornerback und als Linebacker. Ab 2015 ging er als Walk-on auf die University of Minnesota, um College Football für die Minnesota Golden Gophers zu spielen. In seinem ersten Jahr dort trainierte er als Safety und kam in 13 Spielen in den Special Teams zum Einsatz. Ab 2016 spielte er als Linebacker und führte auf dieser Position sein Team mit 7,5 Sacks in seinem zweiten Jahr am College an. Im Bowl Game zum Saisonabschluss, dem Holiday Bowl, wurde Cashman als Defensive Most Valuable Player ausgezeichnet. Zur Saison 2017 erhielt Cashman ein Stipendium bei den Golden Gophers. Aufgrund von Verletzungen an beiden Schultern verpasste er einen Teil der Saisonvorbereitung 2017 und war in der Saison 2017 erneut Reservist und Special Teamer, bevor er in seinem vierten und letzten Jahr am College 2018 zum Stammspieler avancierte. Dabei gelangen ihm 104 Tackles, davon 15 für Raumverlust, 2,5 Sacks und ein defensiver Touchdown.

## NFL
Cashman wurde im NFL Draft 2019 in der fünften Runde an 157. Stelle von den New York Jets ausgewählt. Er ging als Ergänzungsspieler in die Saison, bestritt aber aufgrund verletzungsbedingter Ausfälle von C. J. Mosley, Avery Williamson und Neville Hewitt fünf von sieben Spielen als Starter. Dabei verzeichnete er 38 Tackles, einen halben Sack und einen eroberten Fumble. Nach sieben Spielen zog Cashman sich im Training eine Schultergelenksverletzung zu und fiel daher für den Rest der Saison aus. In seinem zweiten Jahr in der NFL kam Cashman nur in vier Spielen zum Einsatz, nachdem er sich am ersten Spieltag eine Leistenverletzung zugezogen hatte und später an einer Verletzung am Oberschenkel laborierte. Auch in der Saison 2021 war Cashman von Verletzungen geplagt und bestritt lediglich drei Spiele, vorwiegend als Special Teamer.
Am 18. März 2022 gaben die Jets Cashman im Austausch gegen einen Sechstrundenpick 2023 an die Houston Texans ab. In der Saison 2022 kam Cashman bei den Texans vorwiegend in den Special Teams sowie als Ergänzungsspieler in der Defense zum Einsatz. Im Dezember 2022 verlängerte er seinen Vertrag mit den Texans um ein Jahr. In 16 Spielen war er einmal Starter. In der Saison 2023 avancierte Cashman unter dem neuen Head Coach DeMeco Ryans zum Stammspieler in der Defense der Texans. Am sechsten Spieltag wurde er als AFC Defensive Player of the Week ausgezeichnet. Beim 20:13-Sieg gegen die New Orleans Saints verzeichnete Cashman 15 Tackles, davon zwei für Raumverlust, sowie zwei abgewehrte Pässe. Zudem gelang ihm am dritten Spieltag seine erste Interception in der NFL sowie ein Spieltagshöchstwert von 19 Tackles in Woche 11. Insgesamt verzeichnete Cashman in 14 Spielen 106 Tackles, davon neun für Raumverlust und zwei Sacks. Zudem setzte er 14 Tackles in den Play-offs und erzielte dabei einen weiteren Sack.
Im März 2024 unterschrieb Cashman einen Dreijahresvertrag im Wert von 25,5 Millionen US-Dollar bei den Minnesota Vikings. Dort war er in der Saison 2024 an der Seite von Ivan Pace Jr. Stammspieler. Cashman kam in vierzehn Spielen auf 112 Tackles, 4,5 Sacks, acht abgewehrte Pässe und einen eroberten Fumble. Drei Spiele verpasste er wegen einer Zehenverletzung.

### NFL-Statistiken
| Saison                             | Saison | Spiele | Spiele      | Tackles | Tackles | Tackles | Tackles | Interceptions | Interceptions | Interceptions | Interceptions | Interceptions | Fumbles | Fumbles | Fumbles |
| Jahr                               | Team   | Spiele | als Starter | Gesamt  | Solo    | Ast     | Sacks   | PD            | INT           | Yds           | Lng           | TD            | FF      | FR      | TD      |
| ---------------------------------- | ------ | ------ | ----------- | ------- | ------- | ------- | ------- | ------------- | ------------- | ------------- | ------------- | ------------- | ------- | ------- | ------- |
| 2019                               | NYJ    | 7      | 5           | 40      | 27      | 13      | 0,5     | 1             | 0             | 0             | 0             | 0             | 0       | 1       | 0       |
| 2020                               | NYJ    | 4      | 1           | 6       | 4       | 2       | 0,0     | 0             | 0             | 0             | 0             | 0             | 0       | 0       | 0       |
| 2021                               | NYJ    | 3      | 1           | 3       | 3       | 0       | 0,0     | 0             | 0             | 0             | 0             | 0             | 0       | 0       | 0       |
| 2022                               | HOU    | 16     | 1           | 26      | 19      | 7       | 3,0     | 2             | 0             | 0             | 0             | 0             | 0       | 1       | 0       |
| 2023                               | HOU    | 14     | 13          | 106     | 56      | 50      | 2,0     | 5             | 1             | 0             | 0             | 0             | 0       | 1       | 0       |
| 2024                               | MIN    | 14     | 14          | 112     | 68      | 44      | 4,5     | 8             | 1             | 0             | 0             | 0             | 0       | 1       | 0       |
| Gesamt                             | Gesamt | 58     | 35          | 293     | 177     | 116     | 10,0    | 16            | 1             | 0             | 0             | 0             | 0       | 4       | 0       |
| Quelle: pro-football-reference.com |        |        |             |         |         |         |         |               |               |               |               |               |         |         |         |